# Летальный синтез
Летальный синтез (лат. synthesis letalis) — процесс метаболического образования высокотоксичных соединений из нетоксичных или малотоксичных, который чаще всего ведет к поражению клетки, выполняющей этот синтез, или к интоксикации всего организма.
Термин был впервые употреблен английским биохимиком Рудольфом Питерсом в 1963 году.

## Токсикология
Некоторые вещества, безвредные сами по себе, относятся к высокотоксичным именно по той причине, что организм проводит с ними летальный синтез. Таким образом, например, метиловый спирт при метаболизме превращается в формальдегид, который является гораздо более опасным соединением чем исходное. Именно из-за того, что организм в ходе данного процесса сам создает соединения, разрушающие его же, синтез назван «летальным».